# 针复球虫
针复球虫（学名：Diplosphaera spinosa）为星球虫科复球虫属的动物。分布于地中海以及西沙群岛等。